# Thormora notata
Thormora notata är en ringmaskart som först beskrevs av Hoagland 1919.  Thormora notata ingår i släktet Thormora och familjen Polynoidae. Inga underarter finns listade i Catalogue of Life.